# Bollo de higo

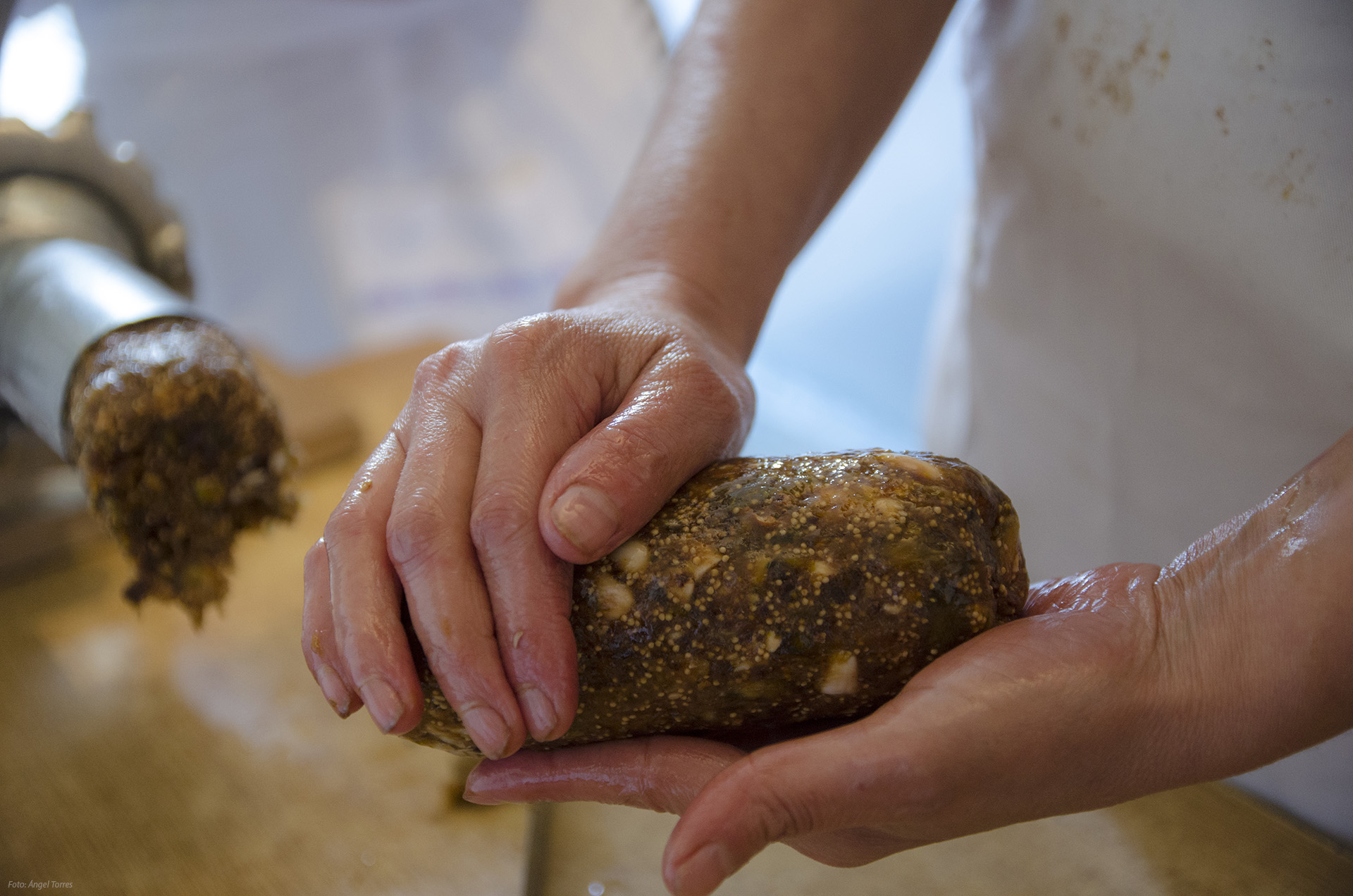
Amasando el bollo de higo valdepeñero.

El bollo de higo es un alimento típico de la comarca de la Sierra Sur de Jaén y especialmente de Valdepeñas de Jaén, provincia de Jaén, Andalucía. Con la llegada del otoño comienza la recolección de los higos, un fruto muy preciado en Al-Ándalus y que daba pie a muchos platos y recetas, entre ellos el bollo de higo valdepeñero, que tradicionalmente acompaña a las comidas durante la recogida de la aceituna en el invierno. Aunque su receta puede variar, el bollo tradicional es realizado con higos secos, almendras y nueces, más algún otro ingrediente como chocolate o anís, según los gustos.
Este alimento tiene como base el higo, cuyas higueras (ficus carica) son junto al nogal (juglans regia) y el almendro (prunus dulcis), frutos típicos de secano de esta zona mediterránea y que durante la época árabe y la Edad Media formaron la base de la alimentación, siendo el bollo de higo un alimento muy importante junto con las conservas de tomate, aceite y pan.

## Propiedades
El bollo de higo es un alimento altamente energético, siendo tradicionalmente uno de los alimentos típicos durante las largas jornadas de trabajo en el campo, por la gran cantidad de energía que aportaba a los trabajadores, además de ayudar al estreñimiento o eliminación del colesterol entre otras muchas cualidades.

## En la actualidad
Hoy en día sigue realizándose de forma artesanal, y es uno de los productos típicos durante esta época, aunque puede consumirse durante todo el año al ser un producto que sin necesidad de ningún añadido es capaz de aguantar perfectamente un año.